# 楊海薇
楊海薇（1964年—），是臺灣的歌手、主持人、編劇。靜心小學、靜心中學 中山女高、政治大學教育學系畢業。與周秉鈞合作於台視《大學城全國大專創作歌謠大賽》校園民歌比賽中獲得優勝，以校園民歌手身份出道，發行專輯《無怨的青春》（海麗唱片發行）、《說起我們的愛情》（滾石唱片發行，獲得金鼎獎）；她與周秉鈞合唱的歌《第一支舞》至今都是許多學校迎新活動和營火晚會的必唱舞曲。曾主持台視《大學城》（與寇紹恩主持）、台視《強棒出擊》（與巴戈主持）、台視《世界大驚奇》（與巴戈主持）、台視《歡樂大除夕》（1989年除夕特別節目，與巴戈主持）、華視《連環泡》（胡瓜時期擔任競賽單元〈全家福〉助理主持人）、台視《大自然音樂教室》等節目，之後退出幕前、轉入幕後。編劇作品包括《天下第一狀》、《星座女人系列》、《冬天的童話》、《孝莊秘史》、《蒼穹之昴》、《犀利人妻》、《犀利人妻最終回：幸福男·不難》等，曾與劉德凱以中視《金鐘劇展－老伴兒》共同獲得1999年第34屆金鐘獎電視金鐘獎戲劇編劇獎。

## 獎項紀錄
| 年份   | 頒獎典禮     | 獎項             | 節目                     | 結果 |
| ------ | ------------ | ---------------- | ------------------------ | ---- |
| 1988年 | 第23屆金鐘獎 | 兒童節目主持人獎 | 台視《大自然音樂教室》   | 提名 |
| 1999年 | 第34屆金鐘獎 | 戲劇編劇獎       | 中視《金鐘劇展－老伴兒》 | 獲獎 |
| 2011年 | 第46屆金鐘獎 | 戲劇節目編劇獎   | 三立電視《犀利人妻》     | 提名 |

## 外部連結
- Carrer雜誌：書寫生命的厚度，電視劇作家楊海薇 （页面存档备份，存于）
- 蘋果日報：《人妻》說中女人心 犀利金句衝收視高潮
- 楊海薇在互联网电影资料库（IMDb）上的資料（英文）（英文）
- 楊海薇在香港影庫上的簡介
- YouTube上的楊海薇 - 無怨的青春